# Pandanus palustris
Espèce
Classification phylogénétique
Statut de conservation UICN

 CR  : 
En danger critique

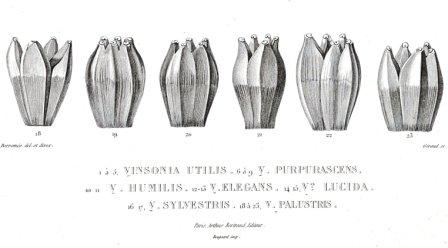
Drupes de Pandanus palustris (Illustration de 1836 à 1837).

Pandanus palustris est une espèce de plantes à fleurs de la famille des Pandanaceae. Elle est originaire et endémique de l'île Maurice. Autrefois commune dans les marais et les hautes terres humides, elle est aujourd'hui menacée par la perte de son habitat.

## Description
Pandanus palustris est un grand arbre de 8–10 m de haut, érigé et solitaire, doté d'une grande rosette dense de feuilles fines, retombantes, vert pâle. Leurs bords sont entièrement tapissés de minuscules épines crème, souvent à l'extrémité brune. Les feuilles les plus anciennes persistent à la base de la rosette.
Cette espèce se distingue également de ses plus proches parents par ses très gros capitules ronds, partiellement entourés de bractées feuillées protectrices. Chaque capitule est composé de 40 à 60 drupes. Chaque énorme drupe, vert-brun, à 3 à 6 loges, présente une partie libre surélevée, pyramidale, et une extrémité profondément fendue. La drupe est également surmontée de grands stigmates charnus de 6 à 10 mm de large, irréguliers. Comme chez Pandanus pyramidalis, la partie jointive des drupes à l'intérieur du capitule devient jaune clair à maturité,,.

## Systématique
Le nom correct complet (avec auteur) de ce taxon est Pandanus palustris Thouars.
Pandanus palustris a pour synonyme :
- Vinsonia palustris (Thouars) Gaudich.

## Source
- (en) Page, W. 1998.  Pandanus palustris.